# Biserica de lemn din Corjăuți

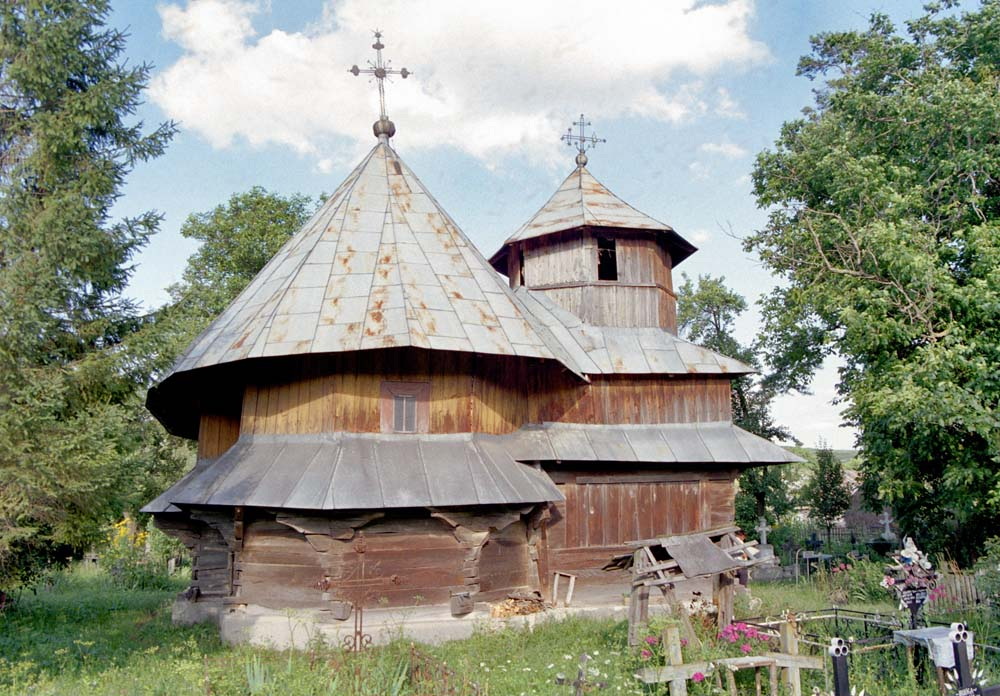
Latura de vest a bisericii de lemn şi a turnului de peste intrare, 2002

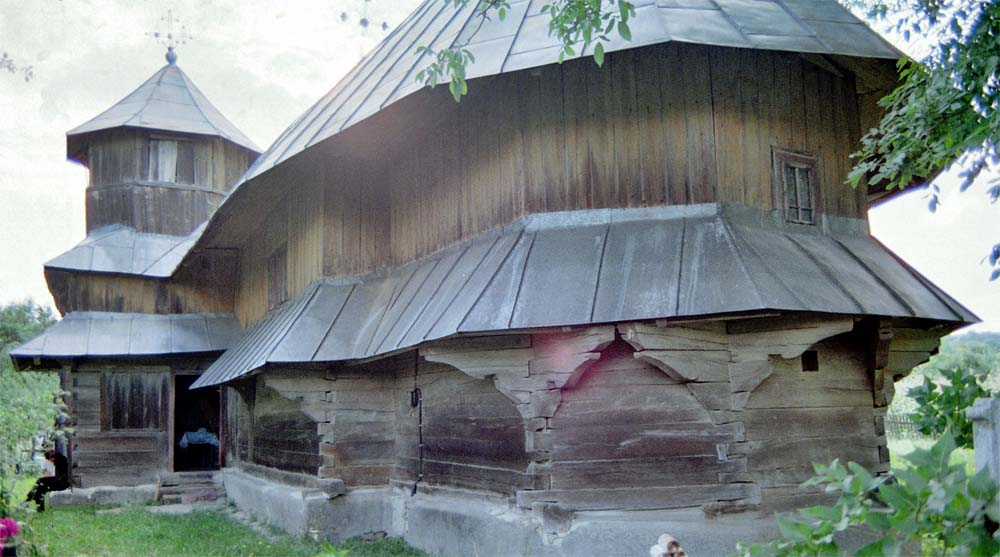
Intrarea pe sub clopotniţă, pe latura de sud a bisericii, 2002

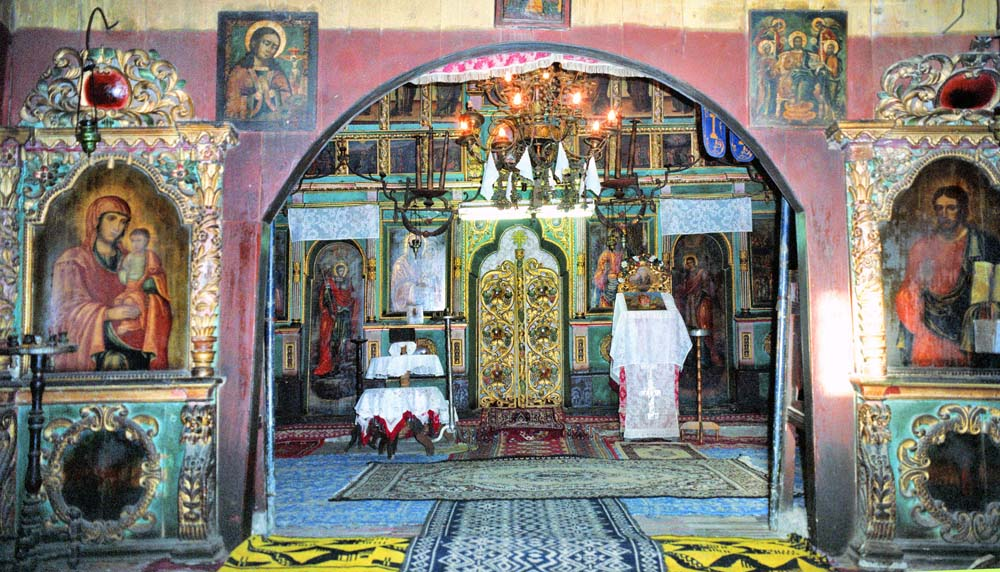
Interior, vedere spre iconostas, 2002

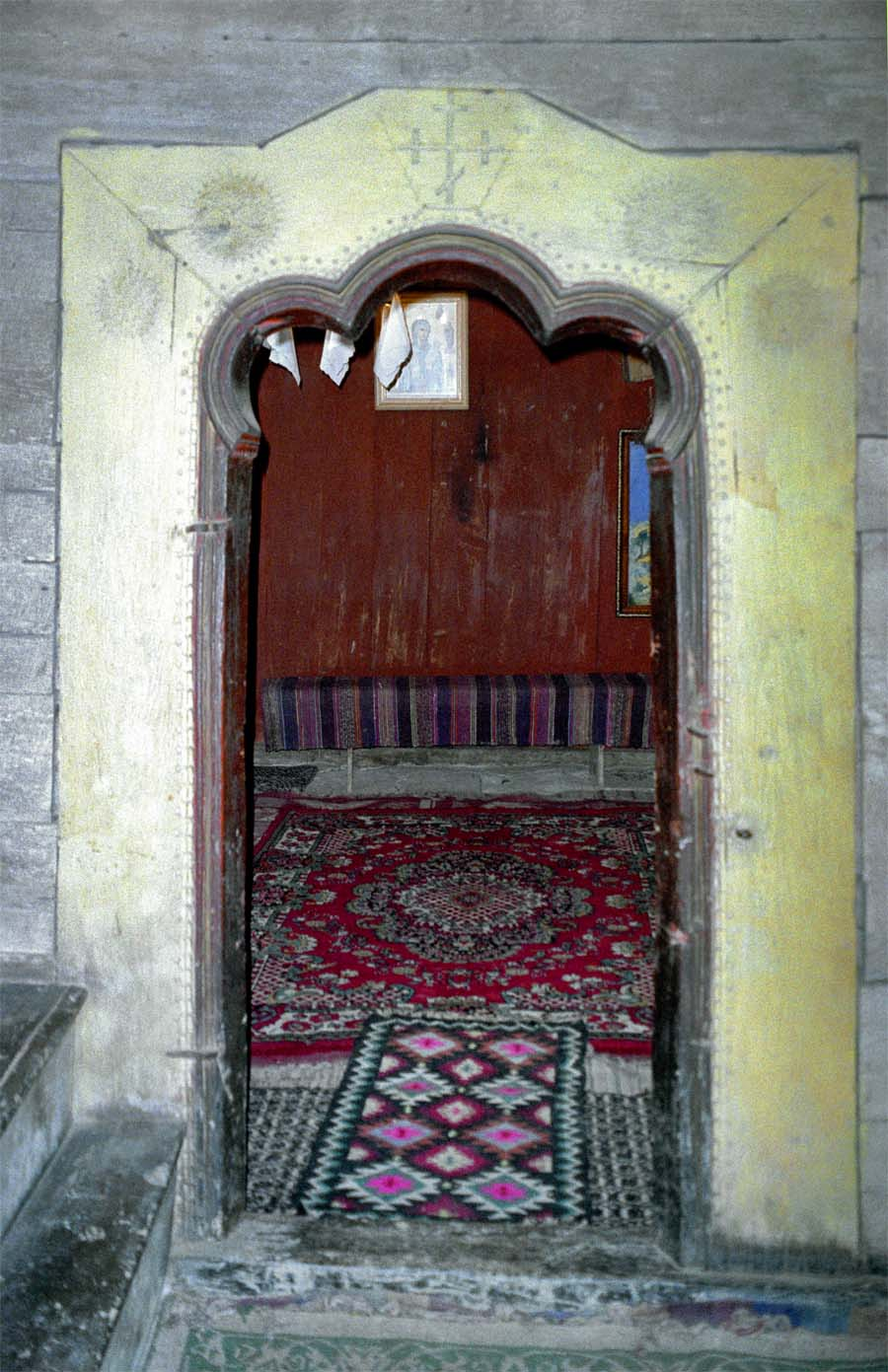
Intrerea în biserică, 2002

Biserica de lemn din Corjăuți se află în satul omonim, comuna Hilișeu-Crișan, și poartă hramul „Cuvioasa Paraschiva”. A fost ridicată probabil în secolul 18 în Pomârla și mutată în anul 1813 pe locul actual. Se distinge prin structura de lemn cu poală dublă, bine conservată, turn-clopotniță peste intrare, portal decorat, tăiat trilobat și o frumoasă catapeteasmă de secol 18. Biserica se află pe noua listă a monumentelor istorice sub codul LMI:  BT-II-m-B-01956.

## Istoric
Biserica de lemn din Corjăuți este o biserică călătoare. Vechimea ei merge probabil până în secolul 18. Ea a fost întâi ridicată în satul Pomârla, pe moșia boierilor locali. Fiind înlocuită între 1811-1813 de o biserică nouă de zid, boierul Ioniță Bașotă a mutat-o din nou, în satul Corjăuți, aflat în proprietatea sa. Cu biserica a fost adusă la Corjăuți și valoroasa catapeteasmă, unde a fost reînnoită în 1859 și 1892. Fostul protopop de Dorohoi, Constantin Ciocoiu, a lăsat scris că biserica a fost adusă în Pomârla din satul Hliboca-Velnița, astăzi incorporat în Pomârla. Tradiția locală susține în schimb că biserica de lemn a fost cerută boierului Ioniță Bașotă atât de locuitorii din satul Hliboca cât și de cei din Corjăuți, amândouă în proprietatea sa. Cei din urmă au avut câștig de cauză, mutând biserica pe locul actual, se spune, peste noapte.
Anii 1899, 1908, 1913 și 1943, scriși cu vopsea pe peretele exterior de nord-est al altarului, ar putea surprinde diferite reparații ale construcției.

## Trăsături
Ca formă arhitecturală această biserică face parte din tipul bisericilor de lemn moldovenești. Acoperișul are două streșini, după felul bisericilor de lemn din nordul Carpaților, model întâlnit îndeosebi la ucraineni. Biserica are un aspect auster, deși nu-i lipsesc unele elemente decorative la intrări și la consolele de sub streșini. De remarcat portalul de intrare în biserică, trilobat în partea superioară, tăiat mai înalt în ax și decorat cu rozete și alte motive filigranate în jurul golului intrării.
Temelia și soclul acestei biserici sunt din piatră, pereții din bârne de stejar, iar acoperișul inițial din draniță care deteriorându-se a fost înlocuit cu tablă.
Pridvorul de formă pătrată cu latura de 4,70 m, iluminat de o singură fereastră în partea de apus, este despărțit de restul bisericii printr-un perete de scândură cu o deschidere arcuită. Naosul are forma pătrată cu latura de 6 m, iluminat de trei ferestre, două spre sud și una spre nord, de formă dreptunghiulară cu dimensiunile de 60/30 cm. Bolta naosului este căptușită cu scânduri ca și pereții interiori ai bisericii. Altarul are forma poligonală, despărțit de naos prin catapeteasmă și înălțat cu o treaptă, iar în partea de răsărit prevăzut cu o fereastră de aceeași formă și dimensiuni ca și cea din naos.
Scheletul catapetesmei este din lemn de tei, făcut pentru trei rânduri de icoane și portal. Catapeteasma se presupune că este executată odată cu biserica. Icoanele de pe catapeteasmă sunt făcute din lemn de tei, pictate în stil bizantin și bine conservate. Nu se cunoaște numele pictorului care a executat aceste picturi. Toate icoanele sunt încadrate în rame simple și poleite. Ușile împărătești sunt sculptate în frunze și ramuri poleite.

## Imagini

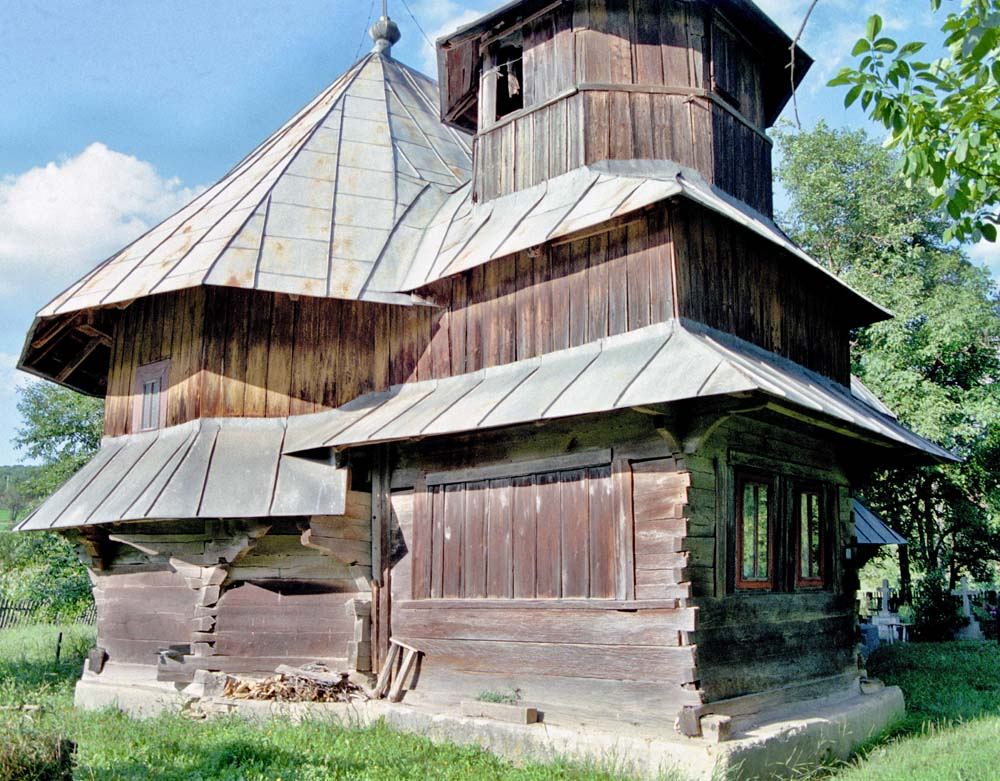
Turnul clopotniţă lipit de biserică spre miazăzi, peste intrare, 2002